# Michael Höveler-Müller
Michael Höveler-Müller (* 1974 in Solingen) ist ein deutscher Ägyptologe und Buchautor.

## Leben
Von  1995 bis 2001 studierte Michael Höveler-Müller Ägyptologie, Ur- und Frühgeschichte, Semitistik und Vergleichende Religionswissenschaft an der Universität Bonn, wo er zwischen 1998 und 2001 auch am Aufbau und der Einrichtung des Ägyptischen Museums der Universität Bonn beteiligt war. 2001 schloss er mit dem Magister ab. In Bonn arbeitete an zahlreichen Ausstellungen mit (unter anderem bei Tutanchamun – Das goldene Jenseits (2004/2005) in der Kunst- und Ausstellungshalle der Bundesrepublik Deutschland).
1998 nahm er an Ausgrabungen der Abteilung Kairo des Deutschen Archäologischen Instituts (DAI) im frühzeitlichen Königsfriedhof in Abydos teil, 2000 an den Ausgrabungen des DAI auf Elephantine/Assuan (Dokumentation der nubischen Keramik) und 2001 an den Ausgrabungen des Roemer- und Pelizaeus-Museum Hildesheim in der Ramses-Stadt (Qantir, Ostdelta). Von 2009 bis 2011 leitete er das Ägyptische Museum der Universität Bonn.

## Veröffentlichungen (Auswahl)
- Am Anfang war Ägypten. Die Geschichte der pharaonischen Hochkultur von der Frühzeit bis zum Ende des Neuen Reiches (ca. 4000 - 1070 v. Chr.). Mainz 2005
- Funde aus dem Grab 88 der Qubbet el-Hawa bei Assuan (Die Bonner Bestände). Wiesbaden 2006 (= Magisterarbeit Bonn 2001)
- Das Gold der Horusfalken. Auf den Spuren altägyptischer Grabräuber. Mainz 2007
- Die Toten kehren wieder mit dem Wind. Mainz 2009 (Roman)
- Hieroglyphen lesen und schreiben. München 2014 (populärwissenschaftliches Lehrbuch)